# Donji Poloj
Donji Poloj je naselje u Republici Hrvatskoj, u sastavu grada Slunja, Karlovačka županija. 

## Stanovništvo
Prema popisu stanovništva iz 2001. godine, naselje je imalo 17 stanovnika te 7 obiteljskih kućanstava.

Prema popisu stanovništva 2011. godine naselje je imalo 11 stanovnika.
| broj stanovnika | 103   | 208   | 158   | 171   | 173   | 150   | 147   | 135   | 94    | 105   | 84    | 75    | 52    | 32    | 17    | 11    | 8     |
|                 | 1857. | 1869. | 1880. | 1890. | 1900. | 1910. | 1921. | 1931. | 1948. | 1953. | 1961. | 1971. | 1981. | 1991. | 2001. | 2011. | 2021. |